# Bagaceratops rozhdestvenskyi
Bagaceratops rozhdestvenskyi (mon/gr: «cara con pequeño cuerno de A. K. Rozhdestvensky») es la única especie conocida del género extinto Bagaceratops de dinosaurio ceratopsiano bagaceratópsido, que vivió a finales del período Cretácico, hace aproximadamente 80 millones de años, en el Campaniaense, en lo que hoy es Asia. Se ha propuesto una nueva familia para incluirlo, a la que se denominó Bagaceratopsidae. 
Bagaceratops medía aproximadamente 1 metro de largo, presentando un peso estimado de unos 22 kilogramos. Poseían una cola más pequeña y triangular que sus parientes cercanos, los protocerátopos. El bagacerátopo carecía de cuernos frontales. El bagacerátopo, como todos los ceratopsianos, era herbívoro, alimentándose probablemente de las plantas predominantes de su época, tales como helechos, cicádeas y coníferas. Bagaceratops evolucionó después, pero igualmente retenía características primitivas de su más antiguo relativo Protoceratops. Los dos dinosaurios eran muy similares, cada uno tenía un pico pero ningún cuerno en la frente, y una pequeña prominencia en el hocico.

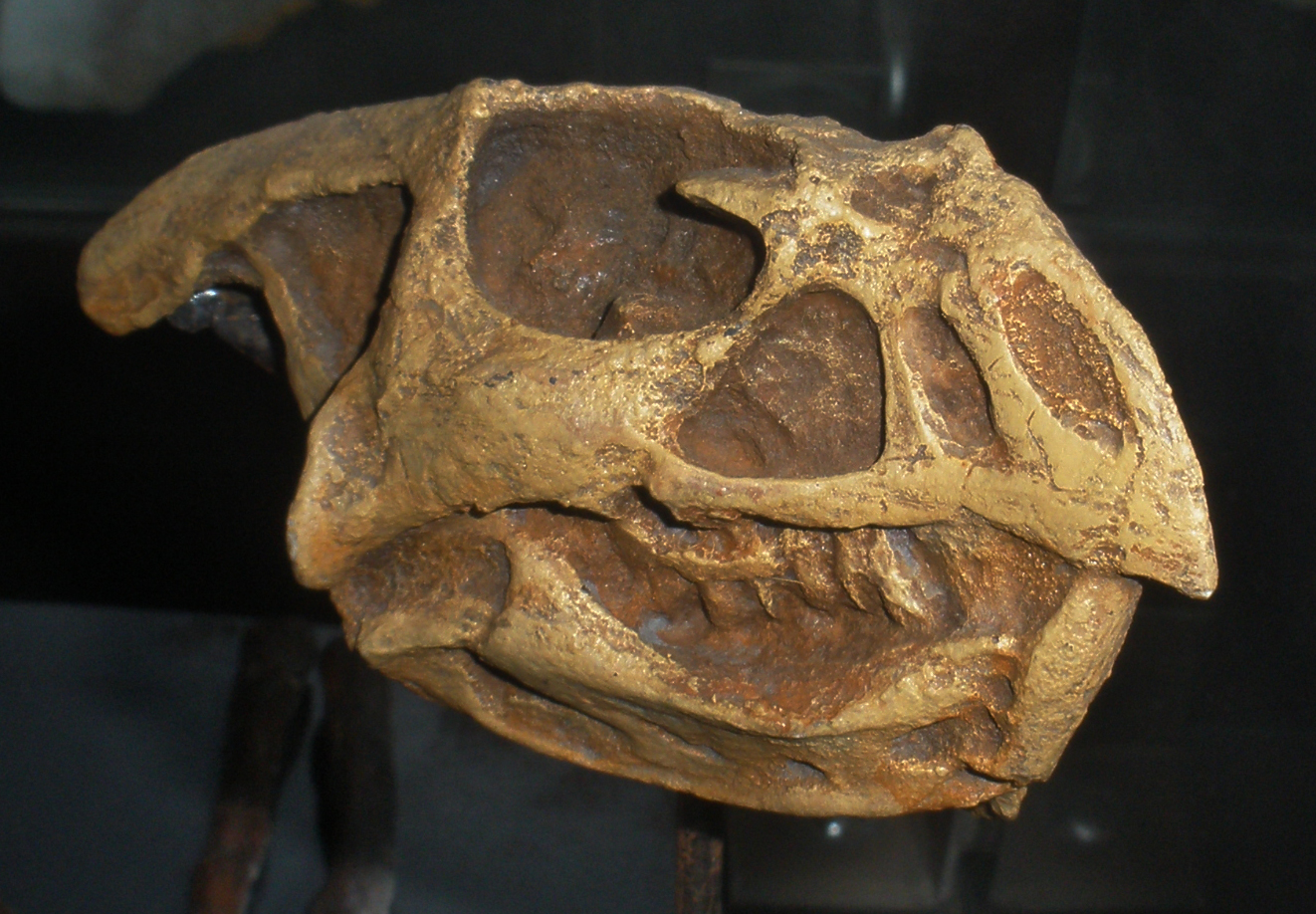
Cráneo de B. rozhdestvenskyi.

Se lo conoce por cinco cráneos completos y otros veinte parciales en diversas etapas etarias, por lo que su ciclo de desarrollo es bien conocido. El más largo de los cuales mide 17 cm y el más pequeño 4,7, abarcando todas las etapas de la vida del dinosaurio. Pero lamentablemente, solo se conoce´n fragmentos del esqueleto postcraneal. Los primeros restos de Bagaceratops fueron descubiertos en el Desierto de Gobi durante los años de 1970 por una expedición conjunta polaco-mongola. Varios de los especímenes de Bagaceratops se encuentran actualmente en el Instituto de Paleobiología de Varsovia, Polonia. Inicialmente se los llamó Protoceratops kozlowskii, y renombrados Breviceratops kozlowskii por Kurzanov en 1990 ahoira se consideran como Bagaceratops. La especie tipo, B. rozhdestvenskyi, fue nombrada en honor al paleontólogo ruso A. K. Rozhdestvensky.